# Annie Baker
Annie Baker   (Cambridge, abril 1981) és una dramaturga i professora nord-americana que va guanyar el premi Pulitzer 2014 per la seva obra The Flick, estrenada el 2023 en la seva versió catalana amb el títol El cine. Entre les seves obres es troben les conegudes com a cicle de Shirley, que tenen lloc a la ciutat fictícia de Shirley (Vermont): la primera, Circle Mirror Transformation, va ser estrenada el 2015 en versió catalana amb el títol Joc de miralls; altres obres del cicle són Nocturama, Body Awareness i The Aliens. Va ser becària MacArthur el 2017.

## Estudis i vida personal
Quan va néixer Baker els seus pares vivien a Cambridge, Massachusetts, però ben aviat van traslladar-se a Amherst, Massachusetts, on el seu pare, Conn Nugent, exercia com a administrador del consorci dels Five Colleges i la seva mare, Linda Baker, feia un doctorat en psicologia. El seu germà és l'autor Benjamin Baker Nugent. Baker es va graduar al Department of Dramatic Writing del Tisch School of the Arts de la Universitat de Nova York. Va obtenir el Master of Fine Arts en escriptura dramàtica al Brooklyn College el 2009.
Està casada amb Nico Baumbach i tenen un fill en comú. El seu cunyat és el director i guionista cinematogràfic nord-americà Noah Baumbach.

## Carrera

### Obres de teatre
Body Awareness, la seva primera obra produïda a l'Off-Broadway, va ser presentada per l'Atlantic Theatre Company al maig i juny de 2008. Circle Mirror Transformation es va estrenar a l'Off-Broadway al Playwrights Horizons l'octubre de 2009 i va rebre el premi Obie del 2010 al millor text teatral nou de l'any i a la millor direcció (Sam Gold). El febrer de 2015 el Teatre Lliure va estrenar la versió catalana de l'obra, en traducció de Cristina Genebat, amb el títol Joc de miralls, sota la direcció de Juan Carlos Martel Bayod.
The Flick es va estrenar al Playwrights Horizons el març de 2013 i va rebre el premi Obie per l'autoria del text el 2013. The Flick va guanyar el Premi Pulitzer per a obres teatrals el 2014 i el Critic's Circle Theatre Award del 2016 atorgat a la millor obra de nova creació. El novembre de 2023 el Teatre Lliure va presentar una versió de l'obra traduïda al català com El cine, que va dirigir Marilia Samper.
La seva adaptació de L'oncle Vània d'Anton Txékhov es va estrenar al Soho Repertory Theatre el juny de 2012, i va estar en cartell fins al 26 d'agost. La crítica del The New York Times la va qualificar com una "nova producció fresca i divertida". Dirigida per Sam Gold, el repartiment va comptar amb Reed Birney (com Vanya), Maria Dizzia, Georgia Engel, Peter Friedman, Michael Shannon (com Astrov), Rebecca Schull i Merritt Wever (com Sonya). Michael Shannon i Merritt Wever van rebre el premi Joe A. Callaway 2012 per les seves actuacions.
The Aliens, que es va estrenar a l'Off-Broadway al Rattlestick Playwrights Theatre l'abril de 2010, va ser finalista del Susan Smith Blackburn Prize del 2010 i va compartir el premi Obie a la millor direcció teatral de l'any (Sam Gold) conjuntament amb Circle Mirror Transformation.
The Antipodes es va estrenar a l'Off-Broadway al Signature Theatre Company l'abril de 2017 dirigida per Lila Neugebauer.
El setembre de 2023 la "nova, genial i estranya obra de teatre" de Baker, Infinite Life, es va estrenar a l'Off-Broadway's a l'Atlantic Theatre Company dirigida per James Macdonald.
John es va estrenar a l'Off-Broadway al Signature Theatre el juliol de 2015. Va ser dirigida per Sam Gold i protagonitzat per Georgia Engel i Lois Smith . L'obra va estar en cartell fins a principis de setembre. Va respresentar la cinquena vegada que Baker i Gold treballavan junts, col·laboració iniciada amb Circle Mirror Transformation el 2009. La revista Time la va classificar al 8è lloc de la seva llista de les deu millors obres de teatre i musicals de 2015. I The Hollywood Reporter la va situar en el lloc número 8 en la llista del "Millor teatre de Nova York del 2015". El New York Times va descriure l'obra com a "... una torturada meditació sobre temes que l'autora ha fet seus de manera singular: l'omnipresència de la solitud en la vida humana i la recerca problemàtica de l'amor i les relacions duradores".
John va ser nominada als Premis Lucille Lortel de 2016, va rebre sis nominacions als premis Drama Desk del mateix any i va guanyar els premis Obie per l'actuació de Georgia Engel.
El 2018 John es va estrenar al National Theatre de Londres dirigida per James Macdonald. La revista Time Out la va classificar com la 40a millor obra de teatre mai escrita.

### Docència
Baker ensenya dramatúrgia a la Universitat de Nova York, Barnard College, i al programa Master of Fine Arts (MFA) al Stony Brook Southampton . També forma part del professorat del programa MFA en dramatúrgia de Rita i Burton Goldberg al Hunter College.

### Activisme polític
El juliol de 2017 Baker va ser un dels 60 artistes que van signar una carta oberta auspiciada pel grup Adalah-NY que demanava al Lincoln Center que cancel·lés les representacions d'una obra patrocinada pel govern israelià, basada en una novel·la de David Grossman. En una carta oberta al president Biden, el 2023, juntament amb altres escriptors jueus americans, li va demanar que propiciés un alto el foc en el conflicte palestino-israelià.

## Recepció crítica
La revista Time Out va escriure el 2008 que Baker "mostra persones normals que s'enfronten als problemes quotidians de les seves vides provincianes" i que la seva obra Body Awareness "assenyala l'arribada d'un text que a primera vista sembla un cúmul d'excentricitats, però que ben mirat mostra una profunda cerca de la sinceritat. Tot i que l'obra es plena de situacions ridícules, [l'autora] es cenyeix a una narració directa servida amb diàlegs senzills. L'escriptura no és superficialment enginyosa, és intel·ligent". La revista The New Yorker va dir que Baker "vol que la vida que es mostra a l'escenari sigui tan vívida, natural i emocionalment explícita que impregni l'experiència visceral del temps i l'espai de l'audiència. Basant-se en els fragments de conversa sentits a l'atzar, (la autora) ha estat pionera en la creació d'un llenguatge antiteatral, tot utilitzant l'espai teatral per centrar l'atenció del públic..." Al lloc web The Daily Beast el crític considerava que "...l'habilitat de Baker és obligar el públic a forjar-se una idea pròpia del sentit de l'obra, la millor i més enriquidora manera de viure l'experiència teatral. Les obres de Baker no són per a aquells que cerquen la facilitat, arguments del tipus A porta a B, donar les coses mastegades... Baker, com fan tots els grans dramaturgs, el que fa és aixecar un mirall davant nostre".

## Reconeixements
Baker va ser un dels set dramaturgs seleccionats per participar al Sundance Institute Theatre Lab de 2008.
El 2011 va ser nomenada Fellow of United States Artists. El 2013 va rebre el premi Steinberg Playwright, dotat amb 50.000 dòlars.
El 2014 va ser becaria del Guggenheim del programa Creative Arts Drama & Performance Art. Una nova obra, titulada The Last of the Little Hours, escrita per Baker, va ser escollida per al seu desenvolupament al Laboratori de Teatre de l'Institut Sundance (Utah) el 2014. Annie Baker va dirigir l'obra ella mateixa.
El 2009 i el 2014 va ser resident del programa MacDowell Colony.El 2015 va estar becada pel Cullman Center de la Biblioteca Pública de Nova York.
Baker forma part del programa "Residency Five" del Signature Theatre, que "garanteix a cada dramaturg tres estrenes mundials de noves obres al llarg d'una residència de cinc anys". John és la primera obra de Baker escrita a l'empara d'aquest programa. The Antipodes és la seva segona dins d'aquest programa, i es va estrenar el 18 d'abril de 2017.
El 2017 li va se atorgada la beca MacArthur (també coneguda com a "Genius" Grant), que té una dotació de 625.000 dòlars, durant un període de cinc anys. La concessió reconeixia en l'autora la voluntat d'"explorar les minuciositats de com parlen, actuen i es relacionen els humans i l'absurd i la tragèdia que resulten de les limitacions del llenguatge".

## Obres

### Teatre
- Body Awareness, estrena mundial a Atlantic Theatre Company, juny de 2008
- Circle Mirror Transformation, estrena mundial a Playwrights Horizons, octubre de 2009; estrena a Catalunya amb el títol Joc de Miralls al Teatre Lliure, febrer 2015
- The Aliens, estrena mundial al Rattlestick Playwrights Theatre (Off-Broadway), abril de 2010
- Nocturama, lectura, 10 de maig de 2010 al Manhattan Theatre Club[44]
- Uncle Vanya (adaptació), juny de 2012 al Soho Repertory Theatre
- The Flick, estrena mundial a Playwrights Horizons, març de 2013; estrena a Catalunya amb el títol El cine al Teatre Lliure, octubre de 2023
- John, estrena mundial a Signature Theatre Company, juliol de 2015
- The Antipodes, estrena mundial a Signature Theatre Company, abril de 2017[45][46]
- Infinite Life, estrena mundial a Atlantic Theatre Company, agost de 2023[47]

### Cinema
- Janet Planet (2023)